# Qualificazioni al campionato mondiale di calcio 2014 - CONCACAF
Le qualificazioni al campionato mondiale di calcio 2014 - CONCACAF vedono le squadre in competizione per i posti per la fase finale in Brasile.
Come nelle ultime qualificazioni la CONCACAF avrà tre squadre qualificate direttamente al mondiale, oltre a un altro posto possibile tramite i play-off inter-zona contro una squadra di un'altra confederazione.

## Formato
Il formato proposto, che è stato in seguito accettato dalla FIFA, si compone di 4 fasi:
1. Primo Round. Le squadre dal 26º al 35º posto del ranking si sono incontrate tramite play-off per ridurre il numero di partecipanti a 30.
2. Secondo Round. Le 5 squadre vincitrici del primo round di qualificazione più le squadre classificate dal 7º al 25º posto del ranking sono state divise in 6 gruppi da 4. La prima qualificata di ogni gruppo è avanzata alla fase successiva.
3. Terzo Round. Le squadre classificate dal 1º al 6º posto del ranking e le 6 vincitrici dei gironi del turno precedente sono state divise in 3 gruppi da 4. Le prime due di ogni girone si sono qualificate all'ultima fase.
4. Quarto Round. Le 6 squadre qualificate si affrontano in un girone unico con partite di andata e ritorno, definito anche Hexagonal. Le prime tre squadre si qualificheranno alla fase finale del Campionato mondiale 2014, mentre la quarta squadra sarà ammessa ai play-off inter-zona.

## Squadre
La disposizione delle squadre si è basata sulla Classifica mondiale della FIFA di marzo 2011.
| Direttamente al terzo round (Posti dal 1º al 6º)                        | Direttamente al secondo round (Posti dal 7º al 25º) | Dal primo round (Posti dal 26º al 35º) |
| ----------------------------------------------------------------------- | --- | --- |
| 1. Stati Uniti 2. Messico 3. Honduras 4. Giamaica 5. Costa Rica 6. Cuba | 1. Panama 2. Canada 3. El Salvador 4. Grenada 5. Trinidad e Tobago 6. Haiti 7. Antigua e Barbuda 8. Guyana 9. Suriname 10. Saint Kitts e Nevis 11. Guatemala 12. Dominica 13. Porto Rico 14. Barbados 15. Curaçao 16. Saint Vincent e Grenadine 17. Isole Cayman 18. Nicaragua 19. Bermuda | 1. Belize 2. Rep. Dominicana 3. Isole Vergini Britanniche 4. Saint Lucia 5. Turks e Caicos 6. Bahamas 7. Aruba 8. Isole Vergini Americane 9. Anguilla 10. Montserrat |

## Primo round
Gli accoppiamenti del primo round sono stati comunicati il 26 aprile 2011.
Le partite si sono giocate dal 15 giugno al 12 luglio 2011.
| Squadra 1               | Totale            | Squadra 2                 | Andata | Ritorno |
| ----------------------- | ----------------- | ------------------------- | ------ | ------- |
| Montserrat              | 3 – 8             | Belize                    | 2 – 5  | 1 – 3   |
| Anguilla                | 0 – 6             | Rep. Dominicana           | 0 – 2  | 0 – 4   |
| Isole Vergini Americane | 4 – 1             | Isole Vergini Britanniche | 2 – 0  | 2 – 1   |
| Aruba                   | 6 – 6 (4 – 5 dcr) | Saint Lucia               | 4 – 2  | 2 – 4   |
| Turks e Caicos          | 0 – 10            | Bahamas                   | 0 – 4  | 0 – 6   |

## Secondo round

### Sorteggio
Il sorteggio si è svolto a Rio de Janeiro, in Brasile, il 30 luglio 2011. Le squadre sono state divise in quattro urne in base al ranking.
Questa è la lista delle squadre partecipanti:
| Urna 4                                                                | Urna 5                                                                               | Urna 6                                                                                   | Urna 7                                                                                 |
| --------------------------------------------------------------------- | ------------------------------------------------------------------------------------ | ---------------------------------------------------------------------------------------- | -------------------------------------------------------------------------------------- |
| - Panama - Canada - El Salvador - Grenada - Trinidad e Tobago - Haiti | - Antigua e Barbuda - Guyana - Suriname - Saint Kitts e Nevis - Guatemala - Dominica | - Porto Rico - Barbados - Curaçao - Saint Vincent e Grenadine - Isole Cayman - Nicaragua | - Bermuda - Belize - Rep. Dominicana - Saint Lucia - Bahamas - Isole Vergini Americane |

Dal sorteggio sono stati formati i seguenti raggruppamenti:
| Gruppo A                                                  | Gruppo B                                          | Gruppo C                                  |
| --------------------------------------------------------- | ------------------------------------------------- | ----------------------------------------- |
| - El Salvador - Suriname - Isole Cayman - Rep. Dominicana | - Trinidad e Tobago - Guyana - Barbados - Bermuda | - Panama - Dominica - Nicaragua - Bahamas |

| Gruppo D                                                  | Gruppo E                                                   | Gruppo F                                                        |
| --------------------------------------------------------- | ---------------------------------------------------------- | --------------------------------------------------------------- |
| - Canada - Saint Kitts e Nevis - Porto Rico - Saint Lucia | - Grenada - Guatemala - Saint Vincent e Grenadine - Belize | - Haiti - Antigua e Barbuda - Curaçao - Isole Vergini Americane |

Le Bahamas, il 19 agosto 2011, hanno annunciato il loro ritiro dalle qualificazioni, per cui il gruppo C era composto soltanto da tre squadre.

### Gruppi

#### Gruppo A
| Squadra         | Pt | G | V | N | P | GF | GS | DR  |
| --------------- | -- | - | - | - | - | -- | -- | --- |
| El Salvador     | 18 | 6 | 6 | 0 | 0 | 20 | 5  | +15 |
| Rep. Dominicana | 8  | 6 | 2 | 2 | 2 | 12 | 8  | +4  |
| Suriname        | 7  | 6 | 2 | 1 | 3 | 5  | 11 | -6  |
| Isole Cayman    | 1  | 6 | 0 | 1 | 5 | 2  | 15 | −13 |

|                 | El Salvador (bandiera) | Isole Cayman (bandiera) | Rep. Dominicana (bandiera) | Suriname (bandiera) |
| --------------- | ---------------------- | ----------------------- | -------------------------- | ------------------- |
| El Salvador     | –                      | 4 – 0                   | 3 – 2                      | 4 – 0               |
| Isole Cayman    | 1 – 4                  | –                       | 1 – 1                      | 0 – 1               |
| Rep. Dominicana | 1 – 2                  | 4 – 0                   | –                          | 1 – 1               |
| Suriname        | 1 – 3                  | 1 – 0                   | 1 – 3                      | –                   |

#### Gruppo B
| Squadra           | Pt | G | V | N | P | GF | GS | DR  |
| ----------------- | -- | - | - | - | - | -- | -- | --- |
| Guyana            | 13 | 6 | 4 | 1 | 1 | 9  | 5  | +4  |
| Trinidad e Tobago | 12 | 6 | 4 | 0 | 2 | 11 | 4  | +7  |
| Bermuda           | 10 | 6 | 3 | 1 | 2 | 8  | 7  | +1  |
| Barbados          | 0  | 6 | 0 | 0 | 6 | 2  | 14 | −12 |

|                   | Barbados (bandiera) | Bermuda (bandiera) | Guyana (bandiera) | Trinidad e Tobago (bandiera) |
| ----------------- | ------------------- | ------------------ | ----------------- | ---------------------------- |
| Barbados          | –                   | 1 – 2              | 0 – 2             | 0 – 2                        |
| Bermuda           | 2 – 1               | –                  | 1 – 1             | 2 – 1                        |
| Guyana            | 2 – 0               | 2 – 1              | –                 | 2 – 1                        |
| Trinidad e Tobago | 4 – 0               | 1 – 0              | 2 – 0             | –                            |

#### Gruppo C
| Squadra   | Pt | G | V | N | P | GF | GS | DR  |
| --------- | -- | - | - | - | - | -- | -- | --- |
| Panama    | 12 | 4 | 4 | 0 | 0 | 14 | 2  | +12 |
| Nicaragua | 6  | 4 | 2 | 0 | 2 | 5  | 7  | −2  |
| Dominica  | 0  | 4 | 0 | 0 | 4 | 0  | 10 | −10 |

|           | Dominica (bandiera) | Nicaragua (bandiera) | Panama (bandiera) |
| --------- | ------------------- | -------------------- | ----------------- |
| Dominica  | –                   | 0 – 2                | 0 – 5             |
| Nicaragua | 1 – 0               | –                    | 1 – 2             |
| Panama    | 2 – 0               | 5 – 1                | –                 |

#### Gruppo D
| Squadra             | Pt | G | V | N | P | GF | GS | DR  |
| ------------------- | -- | - | - | - | - | -- | -- | --- |
| Canada              | 14 | 6 | 4 | 2 | 0 | 18 | 1  | +17 |
| Porto Rico          | 9  | 6 | 2 | 3 | 1 | 8  | 4  | +4  |
| Saint Kitts e Nevis | 7  | 6 | 1 | 4 | 1 | 6  | 8  | -2  |
| Saint Lucia         | 1  | 6 | 0 | 1 | 5 | 4  | 23 | −19 |

|                     | Canada (bandiera) | Porto Rico (bandiera) | Saint Kitts e Nevis (bandiera) | Saint Lucia (bandiera) |
| ------------------- | ----------------- | --------------------- | ------------------------------ | ---------------------- |
| Canada              | –                 | 0 – 0                 | 4 – 0                          | 4 – 1                  |
| Porto Rico          | 0 – 3             | –                     | 1 – 1                          | 3 – 0                  |
| Saint Kitts e Nevis | 0 – 0             | 0 – 0                 | –                              | 1 – 1                  |
| Saint Lucia         | 0 – 7             | 0 – 4                 | 2 – 4                          | –                      |

#### Gruppo E
| Squadra                   | Pt | G | V | N | P | GF | GS | DR  |
| ------------------------- | -- | - | - | - | - | -- | -- | --- |
| Guatemala                 | 18 | 6 | 6 | 0 | 0 | 19 | 3  | +16 |
| Belize                    | 7  | 6 | 2 | 1 | 3 | 9  | 10 | −1  |
| Saint Vincent e Grenadine | 5  | 6 | 1 | 2 | 3 | 4  | 12 | −8  |
| Grenada                   | 4  | 6 | 1 | 1 | 4 | 7  | 14 | −7  |

|                           | Belize (bandiera) | Grenada (bandiera) | Guatemala (bandiera) | Saint Vincent e Grenadine (bandiera) |
| ------------------------- | ----------------- | ------------------ | -------------------- | ------------------------------------ |
| Belize                    | –                 | 1 – 4              | 1 – 2                | 1 – 1                                |
| Grenada                   | 0 – 3             | –                  | 1 – 4                | 1 – 1                                |
| Guatemala                 | 3 – 1             | 3 – 0              | –                    | 4 – 0                                |
| Saint Vincent e Grenadine | 0 – 2             | 2 – 1              | 0 – 3                | –                                    |

#### Gruppo F
| Squadra                 | Pt | G | V | N | P | GF | GS | DR  |
| ----------------------- | -- | - | - | - | - | -- | -- | --- |
| Antigua e Barbuda       | 15 | 6 | 5 | 0 | 1 | 26 | 5  | +21 |
| Haiti                   | 13 | 6 | 4 | 1 | 1 | 21 | 6  | +15 |
| Curaçao                 | 7  | 6 | 2 | 1 | 3 | 15 | 13 | +2  |
| Isole Vergini Americane | 0  | 6 | 0 | 0 | 6 | 2  | 40 | −37 |

|                         | Antigua e Barbuda (bandiera) | Curaçao (bandiera) | Haiti (bandiera) | Isole Vergini Americane (bandiera) |
| ----------------------- | ---------------------------- | ------------------ | ---------------- | ---------------------------------- |
| Antigua e Barbuda       | –                            | 5 – 2              | 1 – 0            | 10 – 0                             |
| Curaçao                 | 0 – 1                        | –                  | 2 – 4            | 6 – 1                              |
| Haiti                   | 2 – 1                        | 2 – 2              | –                | 6 – 0                              |
| Isole Vergini Americane | 1 – 8                        | 0 – 3              | 0 – 7            | –                                  |

## Terzo round

### Gruppi
Il sorteggio si è svolto in Brasile, a Rio de Janeiro il 30 luglio 2011.
Questa è la lista delle squadre partecipanti:
| Costa Rica  | Cuba              |
| Honduras    | Giamaica          |
| Messico     | Stati Uniti       |
| El Salvador | Guyana            |
| Panama      | Canada            |
| Guatemala   | Antigua e Barbuda |

Dal sorteggio sono stati formati i seguenti raggruppamenti:
| Gruppo A                                                 | Gruppo B                                      | Gruppo C                            |
| -------------------------------------------------------- | --------------------------------------------- | ----------------------------------- |
| - Stati Uniti - Giamaica - Guatemala - Antigua e Barbuda | - Messico - Costa Rica - El Salvador - Guyana | - Honduras - Cuba - Canada - Panama |

#### Gruppo A
| Squadra           | Pt | G | V | N | P | GF | GS | DR |
| ----------------- | -- | - | - | - | - | -- | -- | -- |
| Stati Uniti       | 13 | 6 | 4 | 1 | 1 | 11 | 6  | +5 |
| Giamaica          | 10 | 6 | 3 | 1 | 2 | 9  | 6  | +3 |
| Guatemala         | 10 | 6 | 3 | 1 | 2 | 9  | 8  | +1 |
| Antigua e Barbuda | 1  | 6 | 0 | 1 | 5 | 4  | 13 | -9 |

|                   | Antigua e Barbuda (bandiera) | Guatemala (bandiera) | Giamaica (bandiera) | Stati Uniti (bandiera) |
| ----------------- | ---------------------------- | -------------------- | ------------------- | ---------------------- |
| Antigua e Barbuda | –                            | 0 – 1                | 0 – 0               | 1 – 2                  |
| Guatemala         | 3 – 1                        | –                    | 2 – 1               | 1 – 1                  |
| Giamaica          | 4 – 1                        | 2 – 1                | –                   | 2 – 1                  |
| Stati Uniti       | 3 – 1                        | 3 – 1                | 1 – 0               | –                      |

#### Gruppo B
| Squadra     | Pt | G | V | N | P | GF | GS | DR  |
| ----------- | -- | - | - | - | - | -- | -- | --- |
| Messico     | 18 | 6 | 6 | 0 | 0 | 15 | 2  | +13 |
| Costa Rica  | 10 | 6 | 3 | 1 | 2 | 14 | 5  | +9  |
| El Salvador | 5  | 6 | 1 | 2 | 3 | 8  | 11 | -3  |
| Guyana      | 1  | 6 | 0 | 1 | 5 | 5  | 24 | -19 |

|             | Costa Rica (bandiera) | El Salvador (bandiera) | Guyana (bandiera) | Messico (bandiera) |
| ----------- | --------------------- | ---------------------- | ----------------- | ------------------ |
| Costa Rica  | –                     | 2 – 2                  | 7 – 0             | 0 – 2              |
| El Salvador | 0 – 1                 | –                      | 2 – 2             | 1 – 2              |
| Guyana      | 0 – 4                 | 2 – 3                  | –                 | 0 – 5              |
| Messico     | 1 – 0                 | 2 – 0                  | 3 – 1             | –                  |

#### Gruppo C
| Squadra  | Pt | G | V | N | P | GF | GS | DR |
| -------- | -- | - | - | - | - | -- | -- | -- |
| Honduras | 11 | 6 | 3 | 2 | 1 | 12 | 3  | +9 |
| Panama   | 11 | 6 | 3 | 2 | 1 | 6  | 2  | +4 |
| Canada   | 10 | 6 | 3 | 1 | 2 | 6  | 10 | -4 |
| Cuba     | 1  | 6 | 0 | 1 | 5 | 1  | 10 | -9 |

|          | Canada (bandiera) | Cuba (bandiera) | Honduras (bandiera) | Panama (bandiera) |
| -------- | ----------------- | --------------- | ------------------- | ----------------- |
| Canada   | –                 | 3 – 0           | 0 – 0               | 1 – 0             |
| Cuba     | 0 – 1             | –               | 0 – 3               | 1 – 1             |
| Honduras | 8 – 1             | 1 – 0           | –                   | 0 – 2             |
| Panama   | 2 – 0             | 1 – 0           | 0 – 0               | –                 |

## Quarto turno
Le partite si giocano dal 6 febbraio al 15 ottobre 2013.
Le prime 3 classificate accedono direttamente al mondiale 2014. La quarta accede allo spareggio contro la vincente del terzo turno OFC.
| Squadre     | P.ti | G  | V | N | P | GF | GS | DR |
| ----------- | ---- | -- | - | - | - | -- | -- | -- |
| Stati Uniti | 22   | 10 | 7 | 1 | 2 | 15 | 8  | +7 |
| Costa Rica  | 18   | 10 | 5 | 3 | 2 | 13 | 7  | +6 |
| Honduras    | 15   | 10 | 4 | 3 | 3 | 13 | 12 | +1 |
| Messico     | 11   | 10 | 2 | 5 | 3 | 7  | 9  | -2 |
| Panama      | 8    | 10 | 1 | 5 | 4 | 10 | 14 | -4 |
| Giamaica    | 5    | 10 | 0 | 5 | 5 | 5  | 13 | -8 |

|             | Costa Rica (bandiera) | Honduras (bandiera) | Giamaica (bandiera) | Messico (bandiera) | Panama (bandiera) | Stati Uniti (bandiera) |
| ----------- | --------------------- | ------------------- | ------------------- | ------------------ | ----------------- | ---------------------- |
| Costa Rica  |                       | 1 – 0               | 2 – 0               | 2 – 1              | 2 – 0             | 3 – 1                  |
| Honduras    | 1 – 0                 |                     | 2 – 0               | 2 – 2              | 2 – 2             | 2 – 1                  |
| Giamaica    | 1 – 1                 | 2 – 2               |                     | 0 – 1              | 1 – 1             | 1 – 2                  |
| Messico     | 0 – 0                 | 1 – 2               | 0 – 0               |                    | 2 – 1             | 0 – 0                  |
| Panama      | 2 – 2                 | 2 – 0               | 0 – 0               | 0 – 0              |                   | 2 – 3                  |
| Stati Uniti | 1 – 0                 | 1 – 0               | 2 – 0               | 2 – 0              | 2 – 0             |                        |

## Marcatori
Aggiornata al 10 settembre 2013.
10 goal
- Deon McCaulay
- Peter Byers
- Blas Pérez

8 goal
- Jerry Bengtson
- Clint Dempsey

7 goal
- Álvaro Saborío

6 goal
- Tamarley Thomas
- Rocky Siberie
- Carlo Costly
- Osael Romero

5 goal
- Lesly St. Fleur
- Erick Ozuna
- Jean-Eudes Maurice
- Luis Tejada
- Javier Hernández

4 goal
- Randolph Burton
- Simeon Jackson
- Olivier Occéan

- Kervens Belfort
- Carlos Ruiz

- Héctor Ramos
- Lester Peltier
- Edward Abraham Johnson

3 goal
- Khano Smith
- Iain Hume
- Josh Simpson
- Dwayne De Rosario
- Oribe Peralta
- Léster Blanco
- Rafael Burgos

- Mario Rodríguez
- Freddy García
- Dwight Pezzarossi
- Jay'lee Hodgson
- Jonathan Faña
- Inoel Navarro

- Ian Lake
- Jamil Joseph
- Cliff Valcin
- Gabriel Torres
- Kenwyne Jones
- Jozy Altidore

2 goal
- Frederick Gomez
- Nesley Jean
- Harrison Róchez
- Nahki Wells
- Tosaint Ricketts
- Mark Ebanks
- Sendley Sidney Bito
- Shanon Carmelia
- Joel Campbell
- Minor López
- Carlos Salcido
- Hérculez Gómez

- Luis Anaya
- Christian Bautista
- Jaime Alas
- Rodolfo Zelaya
- Isidro Gutiérrez
- Clive Murray
- Shane Rennie
- Vurlon Mills
- Ricky Shakes
- Trayon Bobb
- Chris Nurse
- Reid Klopp

- Carlos Ruiz
- Jean Alexandre
- James Marcelin
- Raúl Leguías
- Ricardo Buitrago
- Amir Waithe
- Rolando Blackburn
- Andrés Cabrero
- Domingo Peralta
- Myron Samuel
- Cornelius Stewart
- Friso Mando

1 goal
- Ranjae Christian
- Justin Cochrane
- George Dublin
- Quinton Griffith
- Marc Joseph
- Kieran Murtagh
- Kerry Skepple
- Jamie Thomas
- David Abdul
- Rensy Barradas
- Maurice Escalona
- Erik Santos de Gouveia
- Cameron Hepple
- Jackner Louis
- Diquan Adamson
- Sheridan Grosvenor
- Daniel Jiménez
- Elroy Kuylen
- Luis Mendez
- Ryan Simpson
- John Nusum
- Antwan Russell
- Kwame Steede
- Angelo Cijntje
- Everon Espacia
- Rihairo Meulens
- Orin de Waard
- Angelo Zimmerman
- Víctor Bernárdez
- Marvin Chávez
- Juan Carlos García
- Óscar Boniek García

- Xavier García
- Steve Purdy
- Ramón Sánchez
- Herbert Sosa
- Víctor Turcios
- Ryan Johnson
- Demar Phillips
- Rodolph Austin
- Luton Shelton
- Jermaine Anderson
- Lancaster Joseph
- Marcus Julien
- Cassim Langaigne
- Gustavo Cabrera
- Yony Flores
- Carlos Gallardo
- Ángelo Padilla
- Marco Pappa
- Guillermo Ramírez
- Fredy Thompson
- Anthony Abrams
- Shawn Beveney
- Leon Cort
- Charles Pollard
- Gregory Richardson
- Judelin Aveska
- Réginal Goreux
- Wilde-Donald Guerrier
- Kim Jaggy
- Kevin Lafrance
- Jean Monuma
- Listner Pierre-Louis

- Will Johnson
- Alderman Lesmond
- Dwayne Thomas
- Trevor Peters
- Giovani dos Santos
- Jesús Zavala
- Daniel Reyes
- Félix Rodríguez
- Cristian Arrieta
- Joseph Marrero
- Johan Cruz
- César García
- Jack Michael Morillo
- Kerbi Rodríguez
- Jhoan Sánchez
- Devaughn Elliott
- Jevon Francis
- Orlando Mitchum
- Kevin Edward
- Kurt Frederick
- Tremain Paul
- Zaine Pierre
- Giovanni Drenthe
- Evani Esperance
- Naldo Kwasie
- Keon Daniel
- Hughtun Hector
- Kevin Molino
- Darryl Roberts
- Carlos Bocanegra
- Jamie Browne
- Keithroy Cornelius

1 autogoal
- Angelo Zimmerman (pro Haiti)
- Lyndon Joseph (pro Guatemala)
- Nicko Williams (pro Guatemala)

- John Paul Rodrigues (pro Messico)
- Héctor Moreno (pro Guyana)

- Román Torres (pro Nicaragua)
- Woody Gibson (pro Bahamas)